# Libertad Leblanc
 (août 2019).
Pour les articles homonymes, voir Leblanc.
Libertad María de los Ángeles Vichich (née à Guardia Mitre, le 24 février 1938 et morte d'une pneumonie à Buenos Aires le 29 avril 2021), connue sous le pseudonyme de Libertad Leblanc, est une actrice argentine. Elle a joué dans une trentaine de films dans l'industrie cinématographique argentine entre 1960 et 1989.
Leblanc a été un sex-symbol durant les décennies 1960 et 1970, en apparaissant dans de nombreux films avec des scènes de nudité et contenu sexuel. Un de ses films les plus connus a été l'une de ses premières prestations dans ce domaine, Acosada, en 1964.
Certains de ses films ont été très controversés (tels que La endemoniada qui contient des scènes d'horreur et nudité explicite). Elle a aussi joué dans des séries télés telles que Naná ou des adaptations pour la télévision des vies de Lola Montez et Lady Hamilton.

## Biographie

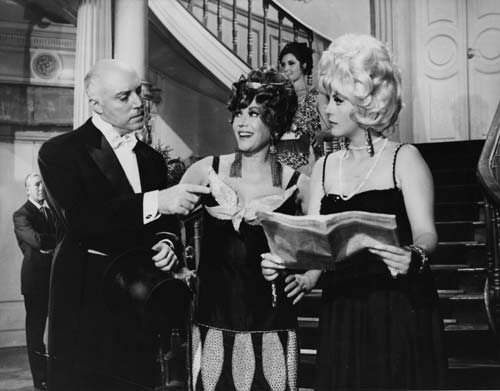
Les acteurs Maurice Jouvet, Elena Lucena et Libertad Leblanc (31), dans le film La maison de Madame Lulú (1968).

Son père travaillait dans les champs, et il meurt alors que Libertad avait moins d'un an. Sa mère se remarie et Libertad passe son adolescence dans un collège de religieuses, le Collège Maria Auxiliadora, à Trelew. Libertad est une étudiante rebelle et indisciplinée, elle est expulsée quatre fois de ses écoles. Alors qu'elle est encore très jeune, elle épouse un administrateur de théâtre, Leonardo Barujel avec qui elle a eu sa fille unique, Leonor. Le mariage ne dure que quelques années et Leblanc ne s'est pas remariée depuis.
Lorsqu'elle se retire de ses études cinématographiques et des plateaux, Leblanc, « la déesse blanche de la sensualité », passe ses jours entre l'Argentine, l'Espagne (où elle a deux maisons) et la Suisse, où elle habite avec sa fille Leonor et son petit-fils Luciano.

### Ascension et notoriété
Libertad était une femme décidée. Au début des années 1960, n'ayant participé qu'à l'élaboration de films et pièces peu connus, elle accepte l'invitation d'un journaliste vénézuélien pour assister à un festival de cinéma à Caracas.
Au bord de la piscine de l'hôtel, tandis que les invités et les journalistes consacraient toute leur attention à la diva argentine Graciela Borges, Libertad ôta sa robe et exposa son corps blanc et sculpté en bikini jaune à pois. Les journalistes se sont soudainement tournés vers Libertad.
Le soudain saut de popularité lui a permis de jouer son premier rôle en tant qu'actrice dans La flor de irupé, dans lequel elle réalisait son premier rôle comprenant de la nudité.

## Rivalité avec Isabel Sarli
Sa rivalité avec Isabel Sarli ―la principale sex-symbol du cinéma argentin― a été notoire dans la décennie 1960. Elles étaient toutes les deux de grandes figures du cinéma érotique et en même temps le contraste entre leurs apparences et leurs personnalités ne pouvait pas être plus grand : Isabel Sarli était brune trigueña (d'un brun doré), dotée de généreuses formes et attributs naturels. Libertad Leblanc, de son côté, s'était adonnée à l'augmentation mammaire, avait teinté ses cheveux en blond platine, et elle maintenait sa peau distinctive très blanche en évitant de s'exposer au soleil. Sarli était timide et souvent décrite comme naïve. Ses films sont pour la plupart des mélodrames et des comédies. En comparaison, Leblanc donnait une image publique de vampire. Sa filmographie, comprend notamment des films policiers.
Isabel Sarli était, en tant qu'actrice, entièrement un produit d'Armando Bó. Ce réalisateur argentin représentait pour elle à la fois un père, un mari, un porte-parole et un producteur.
Leblanc était en revanche accoutumée depuis jeune à atteindre ses objectifs par elle-même. Elle a été une véritable « self-made-woman » de son temps : elle se chargeait la plupart du temps de la distribution et de la promotion de ses films. À ce sujet, un producteur mexicain, avec qui Leblanc a réalisé huit films, a affirmé à son sujet « Libertad Leblanc, pour parler d'affaires, elle a des moustaches ».
En fait, c'est Libertad qui a instauré la rivalité entre elle et Isabel Sarli. Afin de promouvoir son premier film, La flor de irupé, elle suggère une affiche promotionnelle avec un nu en noir et blanc et la légende "Libertad Leblanc, rivale d'Isabel Sarli". Bien qu'Isabel n'ait rien dit, Armando Bó, furieux, a accusé Leblanc d'utiliser la renommée, déjà internationale, d'Isabel Sarli. En ce qui concerne ce dernier, Leblanc a été honnête : « Et Bó avait raison ; mais bon : nous n’avons rien dépensé et ça c’est passé à la perfection ».

## Télévision
- 2019: Anexo:Bailando 2019, Jurado.

## Théâtre
- 2016: Les chemins d'Alfredo Alcón, Juan Carlos Puppo, Nelly Prince, Joaquin Bouzan, Cristina Banegas et  Mónica Villa.

## Filmographie
- El primer beso (1958)
- El bote, el río y la gente (1960)
- La Procession (La procesión) de Francis Lauric

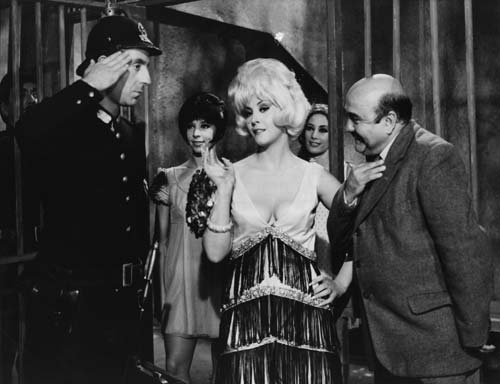
Les acteurs Tristán, Libertad Leblanc et Emilio Vidal, dans le film La maison de Madame Lulú (1968).

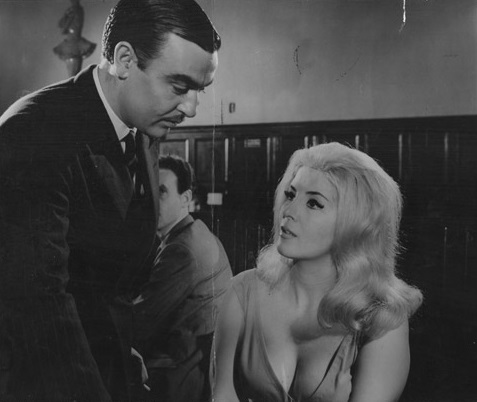
Fernando Siro (1931-2006) et Libertad Leblanc (27) dans le film María M. (1964).

- La Flor de Irupé (1962) : Marta (rôle principal)
- Testigo para un crimen (1963) : Blondie
- Acosada (1964) : Mara Luján
- María M. (1964)
- Una mujer sin precio (1964)
- La cómplice (1965) : Renata
- Fuego en la sangre (1965) : Cristina
- La piel desnuda (1966)
- La Venus maldita (1967)
- La perra (1967)
- Cuando los hombres hablan de mujeres (1967)
- Seis Días para Morir (La Rabia) (1967)
- El derecho de gozar (1968)
- Esclava del deseo (1968)
- Noches prohibidas (1968)
- 4 contra el crimen (1968)
- El satánico (1968)
- La casa de Madame Lulú (1968)
- Psexoanálisis (1968)
- La endemoniada (1968)
- Deliciosamente amoral (1969)
- La culpa (1969) : Márgara
- Cautiva en la selva (1969)
- Mujeres de medianoche (1969)
- Cerco de terror (1972)
- Olga, la hija de aquella princesa rusa (1972)
- Furia en la isla (1976) : Lily
- Standard (inédit, 1989) de Jorge Acha